# Jean Claude Tchouankap
Jean Claude Tchouankap, né en 1957 à Bangoua, est un historien et professeur d'université camerounais.

## Biographie
Jean Claude Tchouankap soutient sa thèse de doctorat devant le Département d’Histoire de la Faculté des Arts, Lettres et Sciences Humaines de l’université de Ngaoundéré[Quand ?]. Cette thèse, qui s'intitule Monseigneur Albert Ndongmo : le religieux et le politique (1926-1992) », reçoit la mention « Très Honorable » et devient un ouvrage de référence[réf. nécessaire].
Il devient ensuite enseignant d'université et enseigne l’histoire-géographie et l'éducation à la citoyenneté et à la morale au lycée de Dschang et au lycée de Ngaoundéré de 1990 à 1996.